# Viens là que je te tue ma belle
 (février 2012).
Si vous disposez d'ouvrages ou d'articles de référence ou si vous connaissez des sites web de qualité traitant du thème abordé ici, merci de compléter l'article en donnant les références utiles à sa vérifiabilité et en les liant à la section « Notes et références ».
Viens là que je te tue ma belle est le premier roman de Boris Bergmann, paru en 2007.

## Résumé
Le roman, sous-titré Journal imaginaire, raconte l'adolescence d'un jeune, appelé Isidore, qui découvre le rock des années 1960. Pour son premier concert, il va voir le groupe The White Stripes au Zénith. Quand il se rend au Gibus pour assister au spectacle du groupe Anna's, il fait la connaissance de Théodor, un musicien du groupe. Le groupe devient sa bande, le Gibus son quartier-général. Il sort avec des filles sans les aimer, déteste sa mère et prend même ses premières cuites.

## Prix et récompenses
Viens là que je te tue ma belle reçoit un prix spécial dérivé du prix de Flore, le prix de Flore du lycéen, en 2007. Le jury était présidé par Frédéric Beigbeder.

## Adaptation
- 2012 : Punk, téléfilm français réalisé par Jean-Stéphane Sauvaire pour Arte[1],[2], avec Béatrice Dalle, Paul Bartel, Marie-Ange Casta et Bernie Bonvoisin